# 1815
1815 (MDCCCXV) var ett normalår som började en söndag i den gregorianska kalendern och ett normalår som började en fredag i den julianska kalendern.

## Händelser

### Januari
- 8 januari – 6 500 amerikaner besegrar 8 700 britter i slaget vid New Orleans med endast 55 döda på den amerikanska sidan.

### Februari
- 22 februari – Evangeliska sällskapet ombildas till Svenska Bibelsällskapet, i vilket samtliga svenska biskopar går med. Syftet är att sprida biblar till svenska folket.[1]

### Mars
- 16 mars – Kungariket Förenade Nederländerna grundas.[2]

### April
- 10 april – Ett av historien största vulkanutbrott inleds på Tambora i Indonesien.[3]

### Maj
- 2–3 maj – Slaget vid Tolentino utkämpas.
- 3 maj – Stadsstaten Krakow grundas.[4]
- 31 maj – Göteborgs domkyrka invigs.

### Juni
- 9 juni – Luxemburg blir ett storhertigdöme.[5]

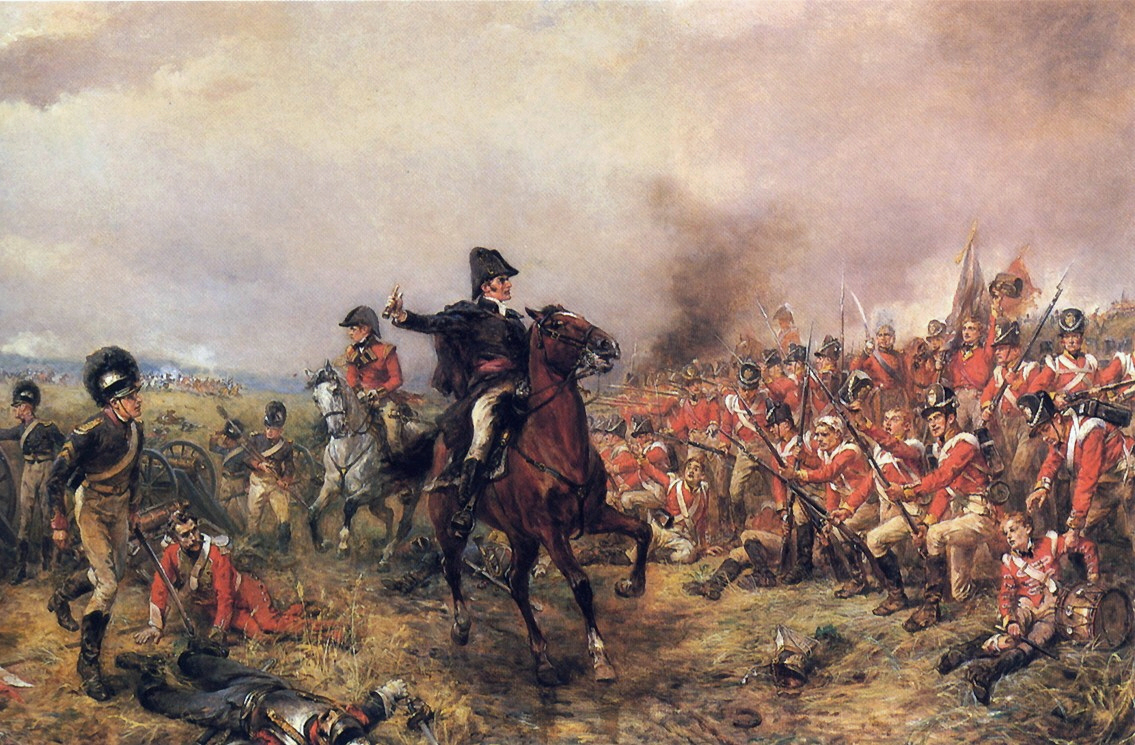
Slaget vid Waterloo

- 18 juni – Napoleon besegras slutgiltigt i slaget vid Waterloo, vilket leder till att han tvingas abdikera tre dagar senare. Detta innebär också slutet på Napoleonkrigen.[6]

### Juli
- 31 juli – Norge erkänner unionen med Sverige.

### Augusti
- 6 augusti – Riksakten, godkänd av det norska stortinget och den svenska riksdagen, som reglerar vissa unionella frågor, utfärdas. Norge tvingas acceptera en gemensam utrikespolitik och en gemensam kung. Landet blir alltså inte en del av det svenska riket, som Finland varit.
- 18 augusti – Schweiziska edsförbundet återskapas.[7]

### Oktober
- 20 oktober – De allierade erkänner Schweiz neutralitet under andra freden i Paris.[7]
- 23 oktober – Sverige avträder Svenska Pommern till Preussen. Danmark skulle ha fått Pommern, men har bytt det mot Sachsen-Lauenburg, som ligger närmare Danmark.[8] Den svenske generalen Boye överlämnar de svenska fanorna till pommerska trupper, varvid Sverige förlorar sin sista besittning på kontinenten.

### December
- 16 december – Förenade kungariket Portugal, Brasilien och Algarve grundas.[9]

### Okänt datum
- Andra Barbareskkriget mellan USA och Alger bryter ut.[10]
- Det Kvindelige Velgørende Selskab bildas i Danmark.[11]
- Smittkoppsvaccinationen blir obligatorisk på alla barn under två år i Sverige.
- De förordningar som har reglerat viktualiehandeln i Sverige avskaffas.
- Ett förslag om att införa tvåkammarparlament faller i den svenska riksdagen.
- Judars rätt att flytta till Sverige inskränks på förslag av adeln och borgarna.

## Födda

### Första kvartalet

#### Januari
- 14 januari – Johan Gustaf Malmsjö, svensk pianotillverkare.
- 15 januari – Bertha Wehnert-Beckmann, tysk fotograf.
- 16 januari – Lemuel J. Bowden, amerikansk politiker, senator 1863–1864.
- 18 januari – Konstantin von Tischendorf, tysk professor.
- 20 januari – Josiah Begole, amerikansk politiker.
- 25 januari – Joseph Artôt, belgisk violinist och tonsättare.
- 26 januari – Arthur MacArthur, skotsk-amerikansk politiker och jurist, guvernör i Wisconsin 1856.
- 28 januari – Andrew Jackson Hamilton, amerikansk politiker och jurist.

#### Februari
- 27 februari – Franz Pfeiffer, tysk germanist.

#### Mars
- 1 mars – Benjamin F. Conley, amerikansk republikansk politiker och affärsman, guvernör i Georgia 1871–1872.
- 12 mars – Louis Jules Trochu, fransk militär och politiker, president i Frankrikes nationella försvarsregering 1870–1871.
- 15 mars – Andrew J. Kuykendall, amerikansk politiker.

### Andra kvartalet

#### April
- 1 april
  - Henry B. Anthony, amerikansk politiker, guvernör i Rhode Island (whig) 1849–1851, senator (republikan) 1859–1884.
  - Otto von Bismarck, tysk statsman, järnkanslern.
  - Edward Clark, amerikansk militär och politiker.
- 21 april – Louise Rasmussen, dansk skådespelare, dansk regentgemål 1850–1863, gift med Fredrik VII.

#### Maj
- 2 maj – David S. Walker, amerikansk politiker och jurist, guvernör i Florida 1865–1868.
- 10 maj – Anders Ljungqvist, uppländsk spelman.
- 19 maj – John Gross Barnard, nordamerikansk ingenjör-officer.
- 30 maj – Carl Edward Norström, svensk järnvägsbyggare.

#### Juni
- 3 juni – Moses Wisner, amerikansk politiker, guvernör i Michigan 1859–1861.
- 17 juni – Thekla Knös, svensk författare.
- 29 juni – Friedrich Albert von Eulenburg, preussisk greve och statsman.

### Tredje kvartalet

#### Juli
- 4 juli – Emory B. Pottle, amerikansk republikansk politiker.
- 7 juli – Asmus Julius Thomsen, dansk läkare.
- 9 juli – Oran M. Roberts, amerikansk demokratisk politiker och jurist.

#### Augusti
- 16 augusti – Giovanni Bosco, italienskt helgon.
- 29 augusti –  Anna Ella Carroll, amerikansk författare, abolitionist och politisk rådgivare.

#### September
- 6 september – Johan Ernst Rietz, svensk språkforskare.
- 7 september – Howell Cobb, amerikansk politiker och general.
- 9 september
  - William Beal, brittisk religiös författare.
  - Johann Gottfried Piefke, tysk militärmusiker och kompositör.
- 15 september – Charles B. Mitchel, amerikansk politiker.
- 19 september – Edgar Cowan, amerikansk republikansk politiker, senator 1861–1867.

### Fjärde kvartalet

#### Oktober
- 16 oktober – Francis Lubbock, amerikansk politiker.
- 27 oktober – Niels Ludvig Westergaard, dansk orientalist.
- 31 oktober – Karl Weierstrass, tysk matematiker.

#### November
- 1 november – Luke P. Poland, amerikansk republikansk politiker och jurist.
- 2 november – Isaac P. Walker, amerikansk demokratisk politiker, senator 1848–1855.
- 12 november – Elizabeth Cady Stanton, amerikansk feminist och reformator, ledare för suffragettrörelsen.
- 23 november – William Dennison, amerikansk politiker.

#### December
- 10 december – Ada Lovelace, brittisk matematiker och den förste datorprogrameraren.
- 18 december – Egron Lundgren, svensk konstnär och författare.
- 20 december – James Legge, brittisk sinolog.
- 21 december – Thomas Couture, fransk målare av porträtt-, historie- och genremålningar.
- 22 december – Johann Jakob Bachofen, schweizisk rättshistoriker.
- 31 december – George Meade, amerikansk militär.

## Avlidna

### Första kvartalet

#### Januari
- 15 januari – Emma Hamilton, 49, brittisk societetsdam.

#### Februari
- 22 februari – Simeon Olcott, 79, amerikansk politiker, senator 1801–1805.

#### Mars
- 1 mars – Giovanni Bertati, 79, italiensk librettist.
- 2 mars – Francesco Bartolozzi, 86, italiensk kopparstickare.

### Andra kvartalet

#### April
- 1 april – Samuel Liljeblad, 53, svensk botaniker.

#### Maj
- 4 maj – Hipólito Ruiz López, 61, spansk botaniker.
- 23 maj – Henry Ernst Muhlenberg, 60, amerikansk teolog och naturforskare.

#### Juni
- 1 juni – James Gillray, 58, brittisk karikatyrtecknare.

### Tredje kvartalet

#### Juli
- 28 juli – Philip Barton Key, 58, amerikansk federalistisk politiker och jurist, kongressledamot 1807–1813.

#### Augusti
- 6 augusti – James A. Bayard, 48, amerikansk politiker, senator 1804–1813.
- 15 augusti – Richard Bassett, 70, amerikansk politiker, guvernör i Delaware 1799–1801.
- 21 augusti
  - Carl Johan Adlercreutz, 58, svensk greve, militär och statsman.
  - Stanley Griswold, 51, amerikansk politiker, senator 1809.

#### September
- 9 september – John Singleton Copley, 77, amerikansk konstnär.
- 24 september – John Sevier, 70, amerikansk politiker.

### Fjärde kvartalet

#### Oktober
- 13 oktober – Joachim Murat, 48, fransk militär, kung av Neapel 1808–1815, avrättad.

#### November
- 17 november – Joseph Habersham, 64, amerikansk politiker och affärsman.

#### December
- 5 december – Christian Gottfried Gruner, 71, tysk läkare.
- 7 december – Michel Ney, 46, fransk militär, avrättad.
- 19 december – Benjamin Smith Barton, 49, amerikansk botaniker.
- 20 december – Giovanni Meli, 75, italiensk poet.
- 22 december – José María Morelos, 50, mexikansk präst och militär, avrättad.
- 23 december – Jan Potocki, 54, polsk historiker och reseskildrare.
- 30 december – Oluf Gerhard Tychsen, 81, tysk orientalist.

### Fotnoter
1. ↑  ”Svenska Bibelsällskapet – Verksamhetsberättelse (läst 6 april 2011)”. http://www.bibelsällskapet.se/om-bibelsallskapet/.
2. ↑  ”World Statesmen (läst 6 april 2011)”. http://www.worldstatesmen.org/Netherlands.htm.
3. ↑  ”Tambora Volcano, Indonesia”. United States Geological Survey. 3 juni 2002. Arkiverad från originalet den 2 juni 2010. https://web.archive.org/web/20100602181055/http://vulcan.wr.usgs.gov/Volcanoes/Indonesia/description_tambora_1815_eruption.html. Läst 8 september 2010.
4. ↑  ”World Statesmen (läst 5 april 2011)”. http://www.worldstatesmen.org/Poland.htm.
5. ↑  ”World Statesmen (läst 6 april 2011)”. http://www.worldstatesmen.org/Luxembourg.htm.
6. ↑  ”Det hände i dag”. http://webnews.textalk.com/se/calendar.php?id=9747&type=month&ds=20100618&list=true.
7. 1 2  World Statesmen (läst 7 april 2011)
8. ↑  ”World Statesmen (läst 6 april 2011)”. http://www.worldstatesmen.org/German_States4.html.
9. ↑  ”World Statesmen (läst 6 april 2011)”. http://www.worldstatesmen.org/Portugal.htm.
10. ↑  ”USA:s militära insatser i utlandet 1798-2004”. Arkiverad från originalet den 12 oktober 2011. https://www.webcitation.org/62NCLaa95?url=http://www.history.navy.mil/library/online/forces.htm.
11. ↑  ”Kristeligt Dagblad”. 29 oktober 2004. Arkiverad från originalet den 31 oktober 2013. https://web.archive.org/web/20131031080904/http://www.kristeligt-dagblad.dk/artikel/97029:Kultur--For-lang-og-tro-tjeneste. Läst 26 september 2011.